# Mézières-sur-Couesnon
Mézières-sur-Couesnon ist eine französische Gemeinde mit 1.735 Einwohnern (Stand: 1. Januar 2022) im Département Ille-et-Vilaine in der Region Bretagne. Sie gehört zum Kanton Fougères-1 im Arrondissement Rennes.

## Lage
Der Couesnon bildet im Norden die Gemeindegrenze. Gegenüber liegt Saint-Ouen-des-Alleux. Die weiteren Nachbargemeinden sind 
- Vieux-Vy-sur-Couesnon im Nordwesten,
- Rives-du-Couesnon mit Saint-Marc-sur-Couesnon im Nordosten und Saint-Jean-sur-Couesnon im Osten,
- Saint-Aubin-du-Cormier im Süden,
- Gahard im Westen.

## Bevölkerungsentwicklung
| Jahr      | 1962 | 1968 | 1975 | 1982 | 1990 | 1999 | 2008 | 2013 |
| --------- | ---- | ---- | ---- | ---- | ---- | ---- | ---- | ---- |
| Einwohner | 1007 | 962  | 881  | 816  | 807  | 822  | 1216 | 1622 |

## Sehenswürdigkeiten

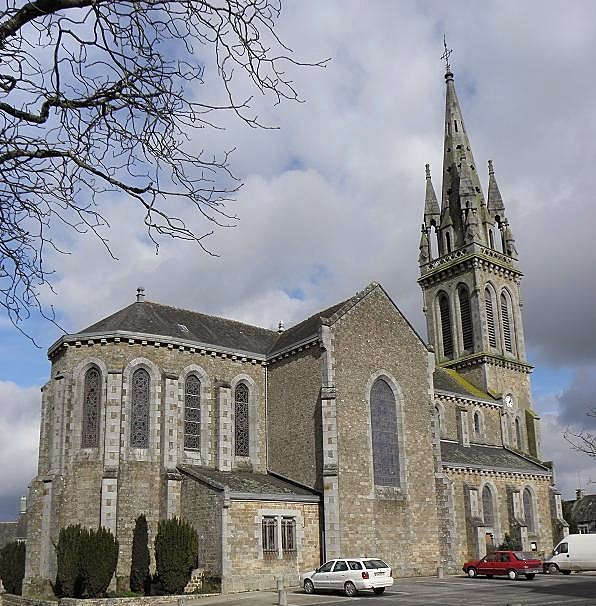
Kirche Saint-Martin

- Kirche Saint-Martin